# Carlsberg (przedsiębiorstwo)
Carlsberg A/S – największe przedsiębiorstwo piwowarskie w Danii i jedno z największych na świecie. Swoje zakłady posiada w ponad 50 krajach, zatrudniając łącznie około 43 tys. pracowników. Siedziba przedsiębiorstwa znajduje się w Kopenhadze.
Carlsberg posiada większościowe udziały w kilku ważnych europejskich browarach, takich jak Carlsberg UK (Wielka Brytania), Carlsberg Sweden (Szwecja), Ringnes (Norwegia), Sinebrychoff (Finlandia), Holsten-Brauerei AG (Niemcy), Browar Žatec (Czechy) czy Carlsberg Polska. Należący do Grupy Carlsberga Baltic Beverages Holding działa na rynkach Rosji, Ukrainy i krajów nadbałtyckich. Liczne działania grupy w Azji koordynuje Carlsberg Asia. Do najważniejszych marek grupy Carlsberg na świecie możemy zaliczyć: Carlsberg, Holsten Pilsener, Okocim, Saku, Aldaris, Tuborg, Karhu, Carls, Jacobsen, Baltika, Kasztelan.
Przedsiębiorstwo zostało założone w kopenhaskiej dzielnicy Valby w 1847 r. przez J.C. Jacobsena. Początkowo browar nosił nazwę Carlsberg-Bryggerier København, a samo piwo warzone było według receptury bawarskiej.

## Historia
- 1847 – Założenie browaru Carlsberga[1].
- 1868 – Pierwszy eksport Carlsberga[1].
- 1870 – J.C. Jacobsen wygrywa międzynarodowe nagrody[1].
- 1875 – Założenie laboratorium Carlsberga[1].
- 1876 – Powstanie Fundacji Carlsberga[1].
- 1882 – Carl Jacobsen zakłada Ny Carlsberg[1].
- 1883 – W laboratorium Carlsberga wyhodowane zostają czyste drożdże piwowarskie – podstawa piw dolnej fermentacji[1].
- 1902 – Założenie Nowej Fundacji Carlsberga[1].
- 1904 – Thorvald Bindesboell projektuje logo Carlsberga[1].
- 1904 – Premiera pilznera Carlsberga. Carlsberg zostaje też oficjalnym dostawcą piwa dla Duńskiego Dworu Królewskiego[1].
- 1909 – W laboratorium Carlsberga zostaje wynaleziona skala pH[1].
- 1969 – Carlsberg buduje w Malawi swój pierwszy browar poza granicami Danii[1].
- 1970 – Carlsberg i Tuborg łączą się i zostają wiodącym, światowym eksporterem piwa[1].
- 1972 – Carlsberg buduje browar w Malezji[1].
- 1974 – Carlsberg otwiera w Northampton swój pierwszy browar na terenie Wielkiej Brytanii[1].
- 1981 – Carlsberg buduje browar w Hongkongu[1].